# Franco Marini
Franco Marini (San Pio delle Camere, L'Aquila, 9 de abril de 1933-Roma, 9 de febrero de 2021) fue un sindicalista y político italiano. Fue secretario nacional de la CISL, ministro de trabajo, secretario del Partido Popular Italiano, parlamentario italiano y europeo. Fue el presidente del Senado de Italia de la XV Legislatura.

## Biografía
Primogénito de una familia numerosa de condición económica modesta, se licenció en Derecho y se integró en la Democracia Cristiana en 1950 desde Acción Católica y ACLI, alternó su actividad laboral con los estudios universitarios. Después de algunos años de formación y de experiencia, Giulio Pastore lo llevó al Ministerio par el Sur. Secretario general adjunto de la Federación de Empleados Públicos en 1965, en el sindicato de la CISL, discípulo de Pastore, asumió un papel cada vez mayor, pasando a ser en los años 1970 vicesecretario, y en 1985 secretario nacional.
En 1991 fue nombrado Ministro de Trabajo y previsión social del Gobierno de Giulio Andreotti.
Formó parte desde su fundación en 1994 del Partido Popular Italiano, del que llegó a ser secretario en 1997 sucediendo a Gerardo Bianco. Dirigió una secretaría destinada a señalar la propia individualidad en el seno de L'Ulivo, en contraste con la idea de Romano Prodi de una unión de los partidos. Elegido para el parlamento europeo en las elecciones de 1999, ese mismo año, con un decepcionante resultado electoral para su partido, dejó la secretaría en favor de Pierluigi Castagnetti.
Favoreció la entrada en la alianza electoral de la Margherita en las Elecciones de 2001, que, al transformarse en partido en 2002, lo designa responsable organizativo.
Dentro de la Margherita, representa los sectores más centristas, inicialmente prudentes sobre la idea del Partido Demócrata. En el enfrentamiento de mayo de 2005 entre Romano Prodi y Francesco Rutelli, Marini apoyó a este último afirmando la necesidad de la Margherita de presentarse sola.
Elegido senador en las Elecciones de 2006, fue elegido candidato a la presidencia del Senado, frente al senador vitalicio Giulio Andreotti.
El 29 de abril de 2006, con 165 votos, en tercera votación, Marini se convierte en Presidente del Senado de la República Italiana.
En su discurso de investidura Franco Marini quiso apelar a sus compañeros a la unidad declarando:

Seré el presidente de todo el Senado y en un diálogo firme y nunca abandonado seré el presidente de todos vosotros con gran cuidado y respeto por las prerrogativas de la mayoría y por las de la oposición como debe ser en una auténtica democracia bipolar, a la que yo creo haber contribuido modestamente, con mi aportación, a realizar en nuestro País

El 21 de febrero de 2007, tras la dimisión del Gobierno encabezado por Romano Prodi, sonó como posible primer ministro de un probable gobierno tecnocrático, lo que finalmente no sucedió.